# Do You
Singles de Ne-Yo
Because of You
(2007) Can We Chill
(2007)
Do You est une chanson de Ne-Yo. Deux autres versions de la chanson interprétées en duo sortent aussi, l'une avec Mary J. Blige, et l'autre avec Utada.

## Single en solo
La version par Ne-Yo en solo sort en single le 31 juillet 2007 sur le label Def Jam. Elle est extraite de son album Because of You. Son clip vidéo est réalisé par Melina Matsoukas.
Pistes du maxi 45 tours vinyle
- A1 : Do You (radio edit)
- A2 : Do You (instrumental)
- B1 : Ain't Thinking About You (radio edit)
- B2 : Ain't Thinking About You (instrumental)

Pistes du CD promotionnel britannique
1. Do You
2. Do You (instrumental)

## Single japonais en duo
Singles par Hikaru Utada
Beautiful World / Kiss & Cry
(2007) Heart Station / Stay Gold
(2008)
Do You est une version de la chanson de Ne-Yo ré-enregistrée en duo avec Utada, attribuée à « Ne-Yo featuring Utada », avec de nouvelles paroles pour la partie vocale féminine. Elle sort en "single digital" en téléchargement au Japon le 21 novembre 2007.